# Conopophaga ardesiaca
Conopophaga ardesiaca là một loài chim trong họ Conopophagidae.